# Effet Gunn-Peterson

Cette animation montre les atténuations provoquées par les nuages d'hydrogène de l'atmosphère stellaire. Historiquement, c'est la première observation de l'effet Gunn-Peterson.

En spectroscopie astronomique, l’effet Gunn-Peterson est une caractéristique du spectre des quasars de redshift supérieur à 6 qui est expliquée par l'absorption du rayonnement du quasar par l'hydrogène neutre (hydrogène atomique). L'effet provient du fait que l'hydrogène intergalactique situé sur la ligne de visée absorbe les photons de la raie Lyman alpha dont l'énergie est décalée vers le rouge, le décalage dépendant de la distance du nuage d'hydrogène.
Les quasars proches et les galaxies ne montrent pas une telle absorption, indiquant que la matière située entre les galaxies aux temps récents est ionisée. Les spectres des quasars de redshift supérieur à 6 montrent un creux entre les raies de l'hydrogène, jusqu'à une valeur de redshift d'environ 6. Ceci laisse supposer que la matière du très jeune univers n'était pas totalement ionisée.
L'effet Gunn-Peterson est un outil précieux pour comprendre l'histoire de l'ionisation de l'univers, en particulier dans les périodes très anciennes. Il permet de mesurer indirectement le temps de réionisation, c'est-à-dire le temps nécessaire pour que l'univers soit redevenu ionisé par la radiation des premières étoiles et des galaxies, après avoir été précédemment déionisé par la chute de température moyenne due à l'expansion de l'Univers (recombinaison).
À la suite des résultats de WMAP I (2003), le temps de réionisation fourni par l'effet Gunn-Peterson paraît être en désaccord avec les estimations de densité de colonne des électrons obtenues par WMAP. Cependant, à la suite de la publication des données de WMAP III en 2006, les deux méthodes semblent donner des résultats un peu moins contradictoires.
Cet effet a été proposé par Gunn et Peterson en 1965 et a été observé pour la première fois sur les quasars découverts par le Sloan Digital Sky Survey en 2001.